# Chlosyne judith
Chlosyne judith är en fjärilsart som beskrevs av Guérin-meneville 1844. Chlosyne judith ingår i släktet Chlosyne och familjen praktfjärilar. Inga underarter finns listade i Catalogue of Life.